# ロンブレン島

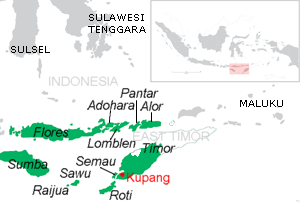
東ヌサ・トゥンガラの島々

ロンブレン島（ロンブレンとう、インドネシア語Pulau Lomblen）はインドネシアにある島。別名レンバータ島といい、小スンダ列島北東部にあり、ソロール諸島内ではフローレス島、アロール島に次いで大きな島で、東ヌサ・トゥンガラ州レンバタ県に属している。島の中心の町はレウォレバ（別名ラバラ）。

## 地理
東南西から北東部まで島の長さは約80km。幅は約30km。最高所の標高は1,533m。東は、アロール海峡を隔ててパンタール島などアロール諸島の島々があり、南はサヴ海を隔ててティモール島と接する。北側は、バンダ海を隔ててブトゥン島、南西スラウェシの島々がある。西には、アドナラ島、その先には大きなフローレス島がある。
島には3つの火山（Ililabalekan、Iliwerung、Lewotolo）がある。

## 歴史
ソロール諸島はフローレス島のララントゥカのラマホット王国の領土であったが、ポルトガル、オランダの進出によりその支配が及ばなくなると独自の文化を形成するようになる。

## 住民

### 言語
言語は、多くの現地語が共存しているが、ソロール諸島の共通語として最も広範囲に話されているのがLamaholotである。Lamaholotは、フローレス島の東部やソロール諸島で話され、10以上の方言があり、15万人に話されている。

## 交通
船は頻繁に海岸近くの港から周辺の島を往復しているが、大きい港は唯一レウォレバにある。レウォレバからLarantuka、フローレスとWaiwerangの島々の便は、西隣のアドナラ島で接続している。

## 産業

### イカット
フローレス島などとともに伝統織物イカット（絣織り）で有名だが、赤茶系が主流であり、今でもすべての工程において手作りで生産されている。

### 捕鯨
レンバタの南部海岸にあるラマレラ村とラマケラ（ソロール諸島の隣の島）では、生存捕鯨が行われている。